# Nová Hedvábná stezka

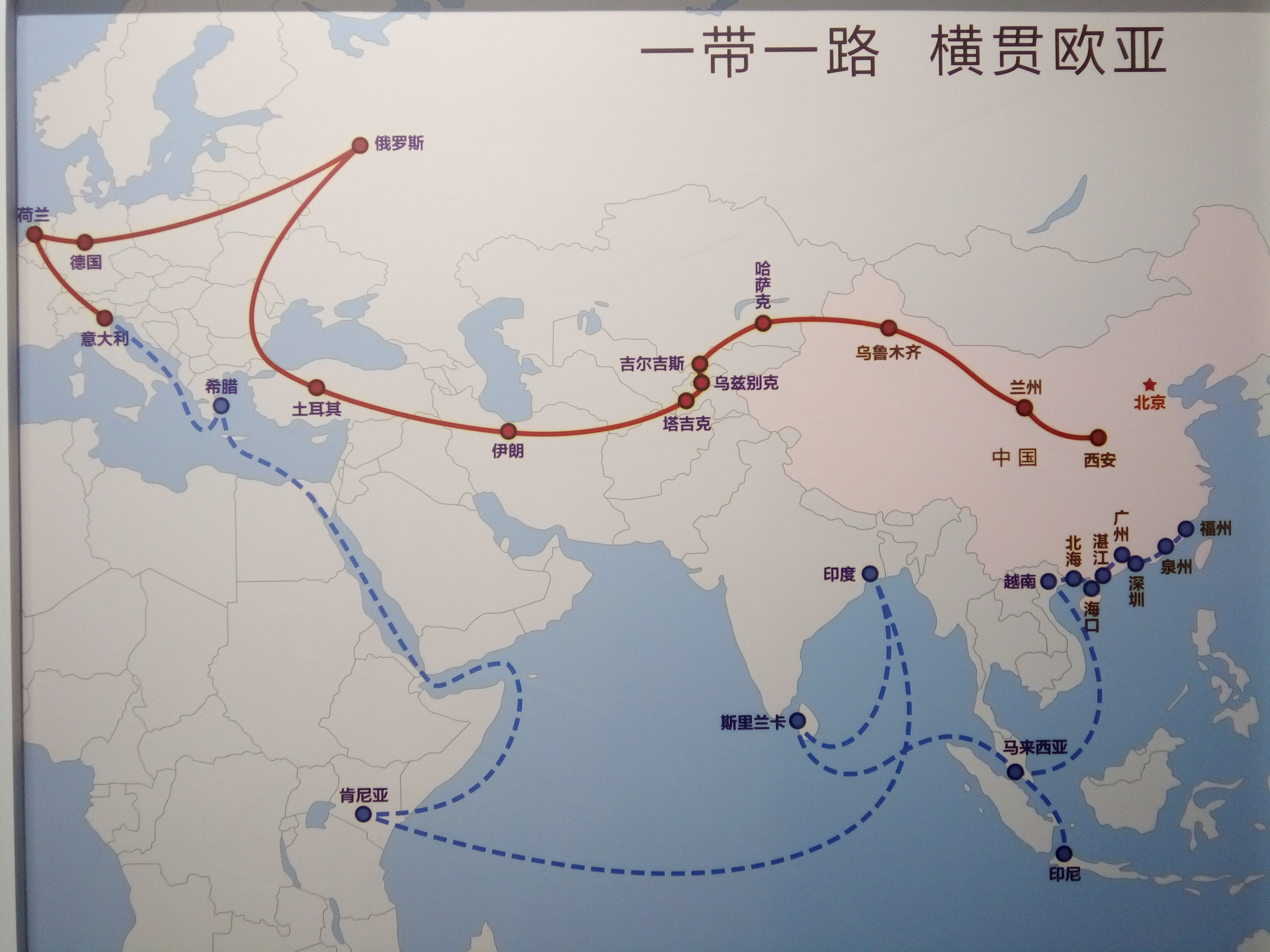
Koridory Nové hedvábné stezky (červeně pozemní koridory, modře námořní koridory)

Nová Hedvábná stezka nebo Novodobá Hedvábná stezka, známá pod názvem Pás a stezka (anglicky One Belt One Road, respektive v pozdější verzi Belt and Road Initiative, čínsky 一带一路) je hospodářská iniciativa, která byla představena prezidentem Čínské lidové republiky (ČLR) Si Ťin-pchingem v roce 2013.
Jedná se o komplexní finanční a obchodní strategii, která má představovat odpověď Číny na nevyváženou ekonomickou situaci ve světě ve spojení se snahou tyto problémy překonat[zdroj⁠?!] a zároveň zvýšit globální politický a ekonomický vliv ČLR. Vize Nové Hedvábné stezky obsahuje dvě hlavní obchodní cesty. První část této obchodní cesty po souši, kopíruje starověkou Hedvábnou stezku a vede z Číny přes Střední Asii do Evropy. Druhá, námořní cesta, má vést přes Indický subkontinent, točit se kolem Bengálského zálivu, poté přes Indický oceán k východním břehům Afriky a dále skrz Suezský průplav do Evropy.

## Počátky projektu
První zmínky se objevily v září 2013, kdy čínský prezident Si Ťin-pching na návštěvě Kazachstánu během projevu s názvem ‘Promote People-to-People Friendship and Create a Better Future’ na Nazarbajevově univerzitě v Astaně poprvé zmínil Iniciativu ekonomické Hedvábné stezky, vedené po silnicích a železnicích a do určité míry kopírující starověkou Hedvábnou stezku ve třech směrech. První do Střední Asie, Ruska a Evropy, druhá do Perského zálivu a Středozemního moře. Třetí do jihovýchodní Asie, jižní Asie a Indického oceánu.
Si Ťin-pching také popsal spolupráci se zeměmi Střední Asie stojící na pěti pilířích: komunikaci, propojenosti, usnadnění obchodu, zlepšení oběhu peněz a posílení tržní směny mezi lidmi. K větší spolupráci zemí má vést právě Novodobá hedvábná stezka, konkrétně její dvě části. Druhou o měsíc později nastínil při návštěvě Indonésie během projevu v parlamentu. Námořní Hedvábná stezka 21. století má spojovat čínské východní přístavy s Evropou a má mít dva hlavní směry. Z Číny přes Jihočínské moře skrz Indický oceán do Evropy a z Číny přes Jihočínské moře do jižního Pacifiku. Všechny části stezky využijí již postavenou infrastrukturu na souši i na moři. Celkem je plánováno propojit na 12 000 kilometrů cest.
V březnu 2014 byly vládou odhaleny další detaily, zároveň většina největších čínských průmyslových a finančních společností zveřejnila své plány zahrnující Novodobou hedvábnou stezku do obchodních strategií. Od roku 2015 získává rozsáhlý dopravně ekonomický projekt postupně čím dál konkrétnější obrysy. V Číně jej do plánování zahrnuly všechny správní celky a v mezinárodním měřítku jsou vizi nakloněny prakticky všechny zapojené země. Čínské lidové republice se podařilo vyjednat řadu bilaterálních i multilaterálních dohod. Prohloubila se spolupráce s ASEAN i EU. Iniciativa One belt One road je financována řadou finančních institucí. Například Silk Road Fund založený v listopadu 2014 se podílí částkou 40 miliard USD, Asian Infrastructure Investment Bank (AIIB) založená v červnu 2015 částkou 100 miliard USD, BRICS New Development Bank založená v červenci 2014 částkou 100 miliard a China Investment Corp založená v lednu 2015 přidala 50 až 100 miliard USD.
Vzhledem k povaze celé stavby je nutné brát ohled i na další rizika spojená s realizací projektu. Zejména se jedná o řadu bezpečnostních a environmentálních rizik, jejichž povahou se Čínská lidová republika musí vedle geopolitického vyjednávání zabývat ještě před samotnou výstavbou celé stezky. Dva segmenty spojené s výstavbou - doprava a samotné stavební práce vyčnívají v kontextu dopadu na životní prostředí nejvíce. Rizika projektu se také řešila na Klimatické konferenci v Paříži v roce 2015.

## Záměry jednotlivých států
Nová hedvábná stezka vede od východního pobřeží Číny až do Rotterdamu a každý stát, nalézající se na trase nové cesty, může z této spolupráce těžit ekonomické i kulturní výhody. Navíc díky silnější regionální spolupráci zemí, zapojených do organizace, dojde ke zlepšování procesu ekonomické integrace a globalizace. Čína jako hlavní iniciátor vzniku Nové hedvábné stezky rozhoduje o téměř všech důležitých nařízeních, která určují, jak se bude nadále tato obchodní cesta vyvíjet. Nejdůležitějším čínským záměrem při obnovování stezky bylo pomoci domácí ekonomice a usnadnit čínskou ekonomickou expanzi v zahraničí. Pro Čínu je velmi výhodné, že trasa začíná na pobřeží Východočínského moře a následně prochází i méně rozvinutými provinciemi Číny, což přispívá k tomu, že státní podniky zde začínají stále více investovat a jednotlivé regiony se po ekonomické stránce vyrovnávají.
Prvotním plánem obnovení Hedvábné stezky bylo zvýšení čínského ekonomického vlivu v oblasti Střední Asie, až později přišla Čína s myšlenkou užší spolupráce i s evropskými státy. Regionální spolupráci Číny se zeměmi Střední Asie se snaží Číňané vylepšit především zlepšením komunikace, propojením, usnadněním obchodu a posílením peněžního oběhu. Čínské instituce investovaly nemalé prostředky do zlepšení infrastruktury na trase stezky ve snaze zvýšení obchodu s Evropskou unií. Čína chce lepším vyvážením zboží, kapitálu a práce snížit domácí nadprodukci a také pomoci internacionalizaci čínského jüanu.

### Země Střední Asie
Nová hedvábná stezka je velmi výhodná i pro státy Střední Asie. Už v roce 2001 vytvořily Shanghai Cooperation Organization (SCO), která spojuje Čínu, Kazachstán, Kyrgyzstán, Rusko, Tádžikistán, Uzbekistán, Indii a Pákistán. Díky pomoci od Číny mají tyto země možnost rychle rozvíjet svou ekonomiku, výrazně zlepšit bezpečnost a také posílit svoji stabilitu hlavně poté, co se NATO začalo zaměřovat na jiné problémy a Rusko má problémy ohledně Ukrajiny. Tyto změny by měly pomoci v boji proti terorismu, separatismu a fundamentalismu neboli proti nechtěným jevům, které dlouhodobě brání v lepší obchodní a ekonomické spolupráci.
Státy Střední Asie profitují i z čínských investic do infrastruktury, neboť právě na území těchto zemí je zaostalost v oblasti infrastruktury nejvyšší. V rámci transportu se však nejedná jen o pozemní dopravu, Čína v těchto končinách investuje i do výstavby plynovodů a ropovodů, čímž by chtěla vylepšit dodávky energie jak ze Střední Asie, tak z oblasti Blízkého Východu. Momentálně jsou čínské ropovody a plynovody zranitelné, protože 80 % z nich vede přes Malacký průliv v jihovýchodní Asii. Důležitým bodem pro co nejlepší využití Nové hedvábné stezky je i společný výzkum a výměna dat a technických dovedností mezi vysokými školami a různými institucemi v zemích, nacházejících se podél trasy. Právě ve Střední Asii investovala Čína nejvíce do zlepšení školství ve snaze vytvořit z Nové hedvábné stezky i „řeku znalostí“. Všechny tyto investice, které Čína provedla na území Střední Asie, vylepšují vztahy Číny a států Střední Asie a zvětšují čínskou sféru vlivu v této oblasti.

### Rusko
Tento fakt se však silně nelíbí Rusku, které Střední Asii považuje za svoji sféru vlivu a dostává se tímto do konfliktu s čínskými zájmy. Rusko nemělo žádnou oficiální strategii pro Novou hedvábnou stezku, "jejich hlavním záměrem je hájit svoje zájmy ve Střední Asii jako za Sovětského svazu." Po nástupu Putina na post prezidenta v Rusku v roce 2000 se Rusko a Čína začaly sbližovat. Sbližovaní zemí znamenalo, že vztahy Ruska vůči Západu se zhoršovaly. Euromajdan a reakce Ruska ještě víc země sblížily. "Prezident Si a Putin se potkali při zahájení Zimních olympijských her v Soči 6. února 2014, krátce poté Rusko a Čína podepsaly velkou plynovou dohodu." Jedenáctého září 2014 na summitu SCO prezidenti Si a Putin slíbili kooperaci na velkých projektech a pomoc ve vzájemném rozvoji.

### Indie a Pákistán
Indie není součástí Nové hedvábné stezky, má svoje vlastní iniciativy jako "Act East", "Connect Central Asia" a "Cotton route", které přímo soupeří s Novou hedvábnou stezkou. "Čína vždycky chtěla obklopit jižní Asii 'perlovým náhrdelníkem' - sítí přístavů, spojující její východní pobřeží s Blízkým východem." S Pákistánem je situace úplně opačná, Čína investuje do Pákistánu a poté, co se USA stáhly z Afghánistánu, se stává jeho hlavním spojencem.

### Evropa
"Evropa se vidí jako model, ke kterému by Čína měla aspirovat. Politika EU je založena na domněnce, že lidská práva bývají lépe pochopena a dodržována ve společnostech s volným obchodem, investicemi, lidmi a nápady." I pro Evropu může mít obnovení této trasy veliký význam. Výrazně se tímto vylepšuje obchod mezi Evropou a Asií, zvyšuje se šance na rozvoj daných zemí a investic, nacházejících se v těchto státech a v neposlední řadě se vytvářejí užší hospodářské a ekonomické vztahy. Čínským záměrem je také vybudování silného partnerství s Evropskou unií a následně vytvoření společného trhu. "V roce 2011 Čína zahájila nové fórum 16+1 pro spolupráci se zeměmi střední a východní Evropy." Tuto skupinu tvoří 11 zemí EU (Bulharsko, Chorvatsko, Česko, Estonsko, Litva, Lotyšsko, Maďarsko, Polsko, Rumunsko, Slovensko a Slovinsko) a pět kandidátů na vstup do EU (Albánie, Bosna a Hercegovina, Černá Hora, Severní Makedonie a Srbsko). 16. prosince 2014 bylo na schůzce zemí CEE a Číny dohodnuto, že spolu postaví pozemskou a námořní cestu, které propojí tyto oblasti. K realizaci tohoto plánu musí být postavena nová železnice z Bělehradu do Budapešti a nový přístav v řeckém Pireu.
"Nicméně země CEE mají lišící se postoje vůči Číně. Některé jsou skeptické, ale většina potřebuje mosty, železnice, cesty a balancují nad různými cíli politiky. Země CEE jsou terčem lobbování Číny, ale většina je přikloněna k podporování pozice Číny mezinárodně i regionálně. Skupina 16+1 je důležitou součástí západního konce Nové hedvábné stezky." Čína si je zřetelně vědoma chudší politické kultury v zemích někdejšího východního bloku; někteří analytici hovoří o lepších příležitostech k brainwashingu místních obyvatel. Mimo uskupení 16+1 upřednostňuje Čína lobbovat v každém státě zvlášť. Obchodní cesta má velký význam i pro jednotlivé evropské státy. Velmi důležitá by stezka mohla být pro Podleské vojvodství, které by se díky tomuto projektu mohlo stát „bránou na východ“ a následně ze spolupráce získat sociální, ekonomické či vědecké výhody.

#### Česká republika
Jak tvrdí Jiang Li z Čínské akademie sociálních věd, pro Českou republiku hraje vznik stezky velkou roli. Výrazně se díky této spolupráci zlepšuje strategické partnerství v oblasti techniky, energetické či finanční součinnosti. Navíc je podle něj snahou České republiky stát se logistickým a dopravním centrem v oblasti střední a východní Evropy.
Ve skutečnosti jde v tomto projektu spíše o prosazování geopolitických zájmů Číny a prezident Si Ťin-pching již při představení projektu Nové hedvábné stezky jako předpoklad úspěchu označil „pět konektivit“, mezi kterými na prvním místě zmínil „propojení politik“ států zapojených do globálního projektu. V srpnu 2016 se Si Ťin-pching vyslovil v tom smyslu, že „je třeba hledět na budování měkké moci a šířit normy, pravidla a ideje naší země s cílem postupně vytvořit pravidla multilaterálního vládnutí, v nichž by se výrazně otiskla Čína.“ V předvečer Druhého summitu mezinárodní spolupráce "Pásu a stezky" a u příležitosti 70. výročí navázání diplomatických styků mezi ČLR a Československem se v sídle novin Kuang-ming ž´-pao konalo fórum s názvem „Pás a stezka a propojování srdcí českého a čínského lidu“. Na fóru vystoupil Čang Chua, vedoucí odboru mezinárodní spolupráce Oddělení propagandy Ústředního výboru komunistické strany Číny. Nově by měly tuto propagandu čínského hospodářství, kultury, společnosti a národních zvyků současné Číny zprostředkovat českým čtenářům Literární noviny.
Podle Martina Hály se jedná primárně o projekt politický spíše než ekonomický. Během návštěvy Si Ťin-pchinga v Praze Miloš Zeman jasně pojmenoval celkový trend: “osamostatnění” od dosavadních euroatlantických spojenců a příklon k ČLR (v reálu spíše k rýsující se neformální protizápadní ose Moskva – Peking) a “Bezpečné útočiště” (Safe Haven) pro Čínu v srdci Evropy. Na státní večeři hovořili oba prezidenti dokonce o Česku jako “letadlové lodi” pro Čínu. Přes veškeré informace o čínských miliardách jsou dopady současného “resetu” převážně politické. Se sumou zatím necelého jednoho procenta zahraničních investic se čínské straně "podařilo proniknout do nejvyšších pater české politiky".
Na ekonomickém poli v České republice působí Institut Nové hedvábné stezky s poněkud nezřetelnou náplní, který v Praze založil poradce prezidenta Zemana a někdejší ministr zahraničí v jeho „úřednické“ vládě Jan Kohout. Od roku 2017 je součástí Silk Road Think Tank Network (SiLKS).

## Trasy
Celá obchodní trasa jako taková nebude tvořena jen jednou nově vybudovanou dopravní cestou, ale vznikne rekonstrukcí a modernizací již existujících obchodních spojení Propojením více koridorů tak vznikne celá síť obchodních cest. To zajistí propojení největších asijských ekonomik s trhy v Evropě a na Arabském poloostrově. V případě nemožnosti využití jednoho z koridorů (například z důvodu ozbrojeného konfliktu na území, kterým železniční či dálniční síť bude procházet), je v plánu využití koridoru jiného.
Do projektu pak bude zapojeno šest dopravních koridorů. Ty buď budou nově vytvořeny, nebo budou zmodernizované již stávající cesty. Jsou to New Eurasian Land Bridge, China – Mongolia – Russia Corridor, China – Central Asia – West Asia Corridor, China – Indochina Peninsula Corridor, China – Pakistan Corridor, Bangladesh – China – India – Myanmar Corridor

Koridory Novodobé Hedvábné stezky

### New Eurasian Land Bridge
Je železniční trasa vedoucí z čínské provincie Ťiang-su, z přístavu Lianyungang. Podle plánu by mělo jít o hlavní spojení mezi Evropou a Čínou. Procházet bude sedmi čínskými provinciemi, dále pak Mongolskem, Kazachstánem, západním Ruskem a Polskem. Končit by měla v největším evropském přístavu, Rotterdamu. Cesta kopíruje z velké části existující Transsibiřskou magistrálu, jejíž některé části budou muset projít modernizací. Čína také v současnosti jedná s polskými a ruskými úřady na snížení cla, kterými je převoz zboží po této trase výrazně zatížen.

### China – Mongolia – Russia Corridor
Tento koridor do budoucna počítá s využitím vysokorychlostní železnice a silniční dopravy a je rozdělen do dvou tras. Severní trasa z Pekingu přes provincii Che-pej do Ruska a druhá, západní trasa z přístavu Ta-Lien přes města Čchang-čchun a Charbin, Vnitřní Mongolsko až do ruského města Čita. Část trati, která se nachází v Číně, je už dnes v provozu a spojuje velká čínská města. Západní plánovaná trasa je budována ve spolupráci s mongolskou a ruskou stranou přes programy „Mongolia’s Prairie Road Programme“ a „Russia’s Transcontinental Rail Plan“.

### China – Central Asia – West Asia Corridor
Jedná se o trasu ropovodu a plynovodu. Plánuje propojení oblasti Sin-ťiang v Číně, Írán, Arabský poloostrov a sever Afriky. V současnosti existuje spojení začínající na hranicích Turkmenistánu a Uzbekistánu vedoucí přes Kazachstán do Číny. Některé části ropovodu v Číně jsou aktuálně ve výstavbě, také ještě zbývá stávající ropovod propojit s již existujícím na Arabském poloostrově.

### China – Indochina Peninsula Corridor
Propojení oblasti delty Perlové řeky (zde leží města Šen-čen, Hongkong a Kanton), v jejíž oblasti se nacházejí jedny z největších kontejnerových přístavů na světě. Plánuje se spojit vysokorychlostními železnicemi a dálnicemi tuto oblast s dalšími silnými nebo rozvíjejícími se ekonomikami jihovýchodní Asie – Vietnamem, Kambodžou, Myanmarem a Thajskem. Končit by měla v Singapuru.

### China – Pakistan Corridor
Další z obchodních koridorů, který je dnes ve výstavbě. Plánem je spojit čínské město Kašgar v autonomní oblasti Sin-ťiang s pákistánským přístavem Gwadar, ze kterého je přístup k Arabskému moři. Železniční spojení by mělo vést i přes území pákistánského Kašmíru, s čímž nesouhlasí indická vláda.

### Bangladesh – China – India – Myanmar Corridor
Budoucí plánované železniční propojení, tentokrát dvou obrovských ekonomik – Indie a Číny. V květnu 2015 se indický premiér Módí dohodl na společných investicích se svým čínským protějškem. V rámci smlouvy v hodnotě 22 miliard dolarů je jak výstavba železnice propojující obě země přes přístavy v Myanmaru, tak výstavba elektráren a spolupráce v oblasti průmyslu. Většina z dohodnuté částky půjde právě do projektů podporující průmysl než přímo do infrastruktury koridoru.

## Kontroverze a problémy projektu
Tento projekt provází již od jeho uvedení množství nejasností a problematických bodů. Z počátku nebylo vůbec jasné, jak si Číňané tuto iniciativu představují, až během posledních let začala nabývat konkrétních obrysů. K finální podobě má ale stále velmi daleko. Hlavní otázka stále zůstává, má tento megalomanský projekt smysl? Odhadovaná cena přesahuje jeden bilion dolarů a dokončení se plánuje v řádu třiceti až čtyřiceti let. Čína by se tak tímto projektem mohla sama vyčerpat ještě před jeho dokončením a i když se projekt dotáhne, není jisté, zda to bude výhodné. Jde také o to, pro koho to bude výhodné.
Západní mocnosti v čele s USA se obávají dominance Číny a jejího přerodu v hegemona Eurasie, potažmo celé planety. Spojené státy by tímto ztratily svou “vůdčí úlohu” ve světě a zůstaly by odtrženy na západní polokouli. Jedním z efektů má být podle čínské propagandy také zlepšení zaostalých ekonomik států, přes které stezka povede a zvýšení životní úrovně řadových obyvatel. Je ale potřeba zajistit, aby tomu tak opravdu bylo. Hrozí, že se výhody budou akumulovat pouze u úzkých elitních skupin obyvatel a tím se sociální rozdíly v zemích ještě zvětší. Čína také bude mít velmi snadnou cestu ze zemí Třetího světa dovážet suroviny pro svůj vlastní prospěch.

### Bezpečnostní problémy
V oblasti je mnoho nevyjasněných územních sporů. Spratlyovy ostrovy v Jihočínském moři jsou velmi důležitým strategickým místem a pře se o ně Čína, Tchaj-wan, Malajsie, Filipíny a Vietnam. Na mnoha ostrovech jsou přítomny ozbrojené složky některých z výše uvedených zemí. Jihočínské moře je jednou z nejvíce vytížených oblastí námořního obchodu a tyto spory rozhodně nepomáhají vzájemné spolupráci v této důležité zóně. Očekávají se zde velké zásoby ropy a dalších surovin.
Další problém se vyskytuje v oblasti střední Asie. Po rozpadu Sovětského svazu se zde vytvořilo množství států s problematickými hranicemi. Tádžikistán s Kyrgyzstánem nemá vymezeno okolo 25% vzájemných hranic, podobná situace se vyskytuje i u Uzbekistánu, kde je problematických zhruba 20% hranic s Tádžikistánem. Tyto tři země také vedou vleklé spory o vodu a řešení je zatím v nedohlednu. Místní politici nejsou schopni řešit aktuální problémy a situaci také komplikuje vysoká korupčnost států v oblasti.
Jedna z tras počítá s důležitou úlohou Pákistánu a cesta by měla zasahovat i do oblasti Kašmíru. O ten válčila Indie s Pákistánem mnoho let. Nyní jsou ve stavu příměří, které je ale nestálé a občas dojde i k násilným střetům hlavně ze strany extrémistických skupin. S tím souvisí obava z terorismu a náboženského extremismu, který je velmi silný na blízkém východě a ve střední Asii, hlavně v Pákistánu. Hrozbu námořního pirátství se během posledních deseti let podařilo úspěšně snižovat a tento trend by měl pokračovat i nadále.

### Úvěrové fiasko
Čína poskytla z politických důvodů úvěry na stavbu silnic, železnic, elektráren, přehrad, letišť a námořních přístavů většinou v chudých zemích Afriky a Asie. Po deseti letech řada zemí není schopna splácet úvěry a Čína v roce 2020  povolila 77 ze 140 zemí, které jsou vůči ní zadluženy prostřednictvím Nové Hedvábné stezky, odklad splátek. Některé projekty nemají očekávaný ekonomický přínos - např.  přístavní zařízení v Hambantotě na Srí Lance je opuštěné a země se kvůli půjčce více než sedm miliard dolarů ocitla v bankrotu. Jako kompenzaci za ztrátu musela přístav Hambantota a okolní oblasti pronajmout Číně na 99 let. V Keni nově zvolený prezident William Ruto zveřejnil dohody o půjčkách s Čínou, ze kterých je zřejmé, že plánovaná železniční trať mezi Nairobi a Mombasou za 3,6 miliardy dolarů je zcela předražená a místní ekonomika bude mít z této dohody jen nepatrný prospěch, pokud vůbec nějaký. Nová vodní přehrada v Ekvádoru, postavená v projektu Nové Hedvábné stezky čínskou státní firmou za téměř 3 miliardy dolarů, patrně nebude uvedena do provozu. Po osmi letech má její elektrárna více než 17 tisíc neopravitelných prasklin a hrozí, že se rozpadne. Čínská vodní elektrárna Neelum-Jhelum v Pákistánu je od roku 2022 kvůli trhlinám v tunelu přivádějícím vodu k turbínám mimo provoz. Také ugandská přehrada na Nilu postavená z velké části na čínský úvěr, má přes pět set konstrukčních vad. Její turbíny pravidelně zanáší velké nečistoty, protože čínští stavitelé nevyrobili plovoucí bariéru, která by je včas zachytávala.
Čína se od obřích investic spojených s rizikovými půjčkami vysoce zadluženým státům proto přiklání k méně okázalým a levnějším iniciativám např. v akademické oblasti, telekomunikacích, zelené energii či lovu tuňáků.

### Problémy lidských práv v Číně
V současnosti doprovází tento projekt kontroverze ohledně porušování lidských práv ze strany Číny. Jednou ze zásadních oblastí stezky je totiž Sin-ťiang, což je provincie Čínské lidové republiky, kterou obývají muslimští Ujgurové. Ti jsou v rámci celé Číny jen minoritou, avšak v této oblasti tvoří doposud většinu obyvatelstva. Mnoho západních médií informovalo o násilí, které způsobuje čínská vláda tomuto etniku a které hraničí se snahou o jeho vyhlazení, i o spojitosti mezi tímto násilím a plánem Nové hedvábné stezky. Už dříve bylo informováno o možných zásazích Číny na tomto území. Vzhledem k informacím o tom, jak stát nakládá s muslimskou minoritou je zřejmé, že realita tyto obavy předčila. Problematickým se stává jednání o ekonomických vztazích a odvracení se od otázky porušování lidských práv.
Čínská provincie Sin-ťiang, kterou tradičně obývá většina muslimské minority Ujgurů, je v současnosti známá jako místo praktikovaného bezpráví. Nepohodlní občané jsou vězněni v koncentračních táborech, o nichž Čína tvrdí, že se jedná o převýchovná zařízení. Na základě svědectví obětí tohoto útlaku i práce novinářů je však zřejmé, že se jedná o zařízení, která mají pomoci k nastolení totalitní kontroly Číny nad daným územím a postupnému vyhlazení muslimského obyvatelstva.